# Viking (knjiga)
Viking je književna trilogija engleskog pisca i istoričara Tima Severina iz 2005. godine. Trilogiju čine romani Odinovo dete, Brat po zakletvi i Kraljev čovek..

## Radnja
Radnja romana prati dogodovštine Torglisa Leifsona, vanbračnog sina irske plemkinje i grenlandskog vikinga Leifa Eriksona.

## Beleške pisca
Torglis, sin Leifa Srećnog i Torgune, zaista je postojao. Prema sagi o Eriku Crvenom: "Dečak.. stiže na Grenland, a Leif ga priznade kao svog sina. Prema nekim ljudima, Torglis je stigao na Island leto pre čuda u Frodriveru. Torglis onda ode na Grenland, a čini se da je i tamo bilo nečeg neobičnog u vezi s njegovim životom."
Dogadjaji koji su ovde opisani uglavnom potiču iz Islandskih saga.